# Miura Kazuyoshi
Miura Kazuyoshi (三浦 知良 (Tam-Phố Tri-Lương) sinh ngày 26 tháng 2 năm 1967) thường biết đến với tên Kazu (カズ), là một cầu thủ bóng đá Nhật Bản. Ông chơi cho ĐTQG Nhật Bản và là cầu thủ đầu tiên của Nhật Bản nhận giải Cầu thủ xuất sắc nhất châu Á năm 1993, một giải trao thường niên của Liên đoàn bóng đá châu Á. Hiện đang thi đấu cho Atletico Suzuka tại Japan Football League theo dạng cho mượn từ Yokohama F.C.. Kazu, người tạo nên tên tuổi cùng với sự ra đời của J.League, và được cho là siêu sao bóng đá đầu tiên của Nhật Bản.
Miura ghi 4 bàn cho Nhật Bản tại vòng loại FIFA World Cup 1998, cùng với đội tuyển có lần đầu tham dự vòng chung kết FIFA World Cup. Ông thi đấu trận cuối cùng cho ĐTQG năm 2000, là người ghi bàn nhiều thứ hai trong lịch sử bóng đá Nhật Bản với 55 bàn sau 89 trận.
Miura hiện đang giữ kỉ lục cầu thủ bóng đá nhiều tuổi nhất và cầu thủ ghi bàn nhiều tuổi nhất tại các giải bóng đá chuyên nghiệp ở tuổi 57. Anh trai của ông Yasutoshi cũng là một cầu thủ bóng đá.

## Sự nghiệp câu lạc bộ
Năm 1982 Miura rời Học viện Shizuoka, và một mình đi tới Brazil năm 15 tuổi để trở thành cầu thủ chuyên nghiệp. Ông ký hợp đồng với Clube Atlético Juventus, một câu lạc bộ trẻ ở São Paulo, năm 1986, Kazu ký bản hợp đồng chuyên nghiệp đầu tiên với Santos. Ông còn chơi cho một vài câu lạc bộ Brazil khác như Palmeiras và Coritiba cho đến khi trở về Nhật Bản năm 1990.
Thời gian ở Brazil giúp ông trở thành một ngôi sao và trở về Nhật Bản, ông gia nhập câu lạc bộ ở giải Japan Soccer League Yomiuri FC, mà sau này tách ra khỏi công ty mẹ Yomiuri Shinbun và trở thành Verdy Kawasaki khi gia nhập J. League năm 1993. Cùng với Yomiuri/Kawasaki, Kazu giành 4 chức vô địch quốc gia liên tiếp cùng với những đồng đội ở đội tuyển Nhật như Ramos Ruy và Kitazawa Tsuyoshi. Yomiuri giành hai chức vô địch JSL cuối cùng năm 1991 và 1992 còn Verdy Kawasaki giành hai chức vô địch J. League đầu tiên năm 1993 và 1994. Ông là cầu thủ đầu tiên dành danh hiệu Cầu thủ xuất sắc nhất J.League năm 1993 và giải thưởng không chính thức cuối cùng của Cầu thủ xuất sắc nhất châu Á năm 1993.
Miura sau đó trở thành cầu thủ Nhật Bản đầu tiên thi đấu tại Italy, gia nhập Genoa C.F.C. tại Serie A 1994–1995. Trong thời gian ngắn tại Italy, ông thi đấu 21 trận và chỉ ghi được 1 bàn thắng, trong trận derby Genoa gặp Sampdoria. Ông trở lại Verdy Kawasaki trong mùa giải 1995 và thi đấu cho đến hết mùa 1998. Kazu lại một lần nữa sang châu Âu thi đấu cho Dinamo Zagreb năm 1999. Ông trở lại Nhật Bản sau một thời gian thử việc ngắn ở A.F.C Bournemouth, cùng năm đó, và rồi lần lượt thi đấu cho Kyoto Purple Sanga và Vissel Kobe, trước khi ký hợp đồng với Yokohama F.C. năm 2005.
Ông thi đấu cho Sydney FC của A-League trong 2 tháng cho mượn cuối năm 2005, xuất hiện tại giải VĐQG cũng như Giải vô địch bóng đá thế giới các câu lạc bộ 2005 diễn ra tại Nhật Bản. Kazu ghi 2 trong trận đấu thứ hai của mình tại A-League, một trận thua 3-2 trước đội dẫn đầu Adelaide United.
Ông còn được biết đến với thương hiệu của mình Kazu Feint và điệu nhảy Kazu nổi tiếng mỗi khi ghi bàn thắng quan trọng hay thi đấu xuất sắc. Năm 2007, Miura Kazuyoshi được chọn vào đội hình đội J-East trong trận đấu J. League All-Star.
Tháng Mười một 2015, Miura có bản hợp đồng mới kéo dài thêm một năm với Yokohama F.C. ở tuổi 48.

## Đội tuyển bóng đá quốc gia Nhật Bản
Miura Kazuyoshi thi đấu cho đội tuyển bóng đá quốc gia Nhật Bản từ năm 1990 đến 2000. Ngoài ra, ông còn thi đấu trong màu áo đội tuyển futsal quốc gia Nhật Bản tại FIFA Futsal World Cup 2012 tại Thái Lan. Trong 6 trận ra sân của ông, ông ghi được 1 bàn trong chiến thắng 3-1 trước Ukraina trước thềm giải đấu.

## Thống kê sự nghiệp
| Đội tuyển bóng đá Nhật Bản | Đội tuyển bóng đá Nhật Bản | Đội tuyển bóng đá Nhật Bản |
| Năm                        | Trận                       | Bàn                        |
| -------------------------- | -------------------------- | -------------------------- |
| 1990                       | 3                          | 0                          |
| 1991                       | 2                          | 0                          |
| 1992                       | 11                         | 2                          |
| 1993                       | 16                         | 16                         |
| 1994                       | 8                          | 5                          |
| 1995                       | 12                         | 6                          |
| 1996                       | 12                         | 6                          |
| 1997                       | 19                         | 18                         |
| 1998                       | 1                          | 0                          |
| 1999                       | 0                          | 0                          |
| 2000                       | 5                          | 2                          |
| Tổng cộng                  | 89                         | 55                         |

### Bàn thắng quốc tế
| #   | Ngày                 | Địa điểm              | Đối thủ           | Bàn thắng | Kết quả | Giải đấu                  |
| --- | -------------------- | --------------------- | ----------------- | --------- | ------- | ------------------------- |
| 1.  | 26 tháng 8 năm 1992  | Bắc Kinh, Trung Quốc  | CHDCND Triều Tiên | 4-1       | Thắng   | Cúp Dynasty 1992          |
| 2.  | 3 tháng 11 năm 1992  | Hiroshima, Nhật Bản   | Iran              | 1-0       | Thắng   | Asian Cup 1992            |
| 3.  | 14 tháng 3 năm 1993  | Tokyo, Nhật Bản       | Hoa Kỳ            | 3-1       | Thắng   | Giao hữu                  |
| 4.  | 14 tháng 3 năm 1993  | Tokyo, Nhật Bản       | Hoa Kỳ            | 3-1       | Thắng   | Giao hữu                  |
| 5.  | 8 tháng 4 năm 1993   | Kobe, Nhật Bản        | Thái Lan          | 1-0       | Thắng   | Vòng loại World Cup 1994  |
| 6.  | 11 tháng 4 năm 1993  | Tokyo, Nhật Bản       | Bangladesh        | 8-0       | Thắng   | Vòng loại World Cup 1994  |
| 7.  | 11 tháng 4 năm 1993  | Tokyo, Nhật Bản       | Bangladesh        | 8-0       | Thắng   | Vòng loại World Cup 1994  |
| 8.  | 11 tháng 4 năm 1993  | Tokyo, Nhật Bản       | Bangladesh        | 8-0       | Thắng   | Vòng loại World Cup 1994  |
| 9.  | 11 tháng 4 năm 1993  | Tokyo, Nhật Bản       | Bangladesh        | 8-0       | Thắng   | Vòng loại World Cup 1994  |
| 10. | 15 tháng 4 năm 1993  | Tokyo, Nhật Bản       | Sri Lanka         | 5-0       | Thắng   | Vòng loại World Cup 1994  |
| 11. | 15 tháng 4 năm 1993  | Tokyo, Nhật Bản       | Sri Lanka         | 5-0       | Thắng   | Vòng loại World Cup 1994  |
| 12. | 30 tháng 4 năm 1993  | Dubai, UAE            | Bangladesh        | 4-1       | Thắng   | Vòng loại World Cup 1994  |
| 13. | 5 tháng 5 năm 1993   | Dubai, UAE            | Sri Lanka         | 6-0       | Thắng   | Vòng loại World Cup 1994  |
| 14. | 4 tháng 10 năm 1993  | Tokyo, Nhật Bản       | Bờ Biển Ngà       | 1-0       | Thắng   | Afro-Asian Cup of Nations |
| 15. | 21 tháng 10 năm 1993 | Doha, Qatar           | CHDCND Triều Tiên | 3-0       | Thắng   | Vòng loại World Cup 1994  |
| 16. | 21 tháng 10 năm 1993 | Doha, Qatar           | CHDCND Triều Tiên | 3-0       | Thắng   | Vòng loại World Cup 1994  |
| 17. | 25 tháng 10 năm 1993 | Doha, Qatar           | Hàn Quốc          | 1-0       | Thắng   | Vòng loại World Cup 1994  |
| 18. | 28 tháng 10 năm 1993 | Doha, Qatar           | Iraq              | 2-2       | Hòa     | Vòng loại World Cup 1994  |
| 19. | 8 tháng 7 năm 1994   | Nagoya, Nhật Bản      | Ghana             | 3-2       | Thắng   | Giao hữu                  |
| 20. | 8 tháng 7 năm 1994   | Nagoya, Nhật Bản      | Ghana             | 3-2       | Thắng   | Giao hữu                  |
| 21. | 14 tháng 7 năm 1994  | Kobe, Nhật Bản        | Ghana             | 2-1       | Thắng   | Giao hữu                  |
| 22. | 3 tháng 10 năm 1994  | Hiroshima, Nhật Bản   | UAE               | 1-1       | Hòa     | ASIAD 1994                |
| 23. | 11 tháng 10 năm 1994 | Hiroshima, Nhật Bản   | Hàn Quốc          | 2-3       | Thua    | ASIAD 1994                |
| 24. | 8 tháng 1 năm 1995   | Riyadh, Ả Rập Xê Út   | Argentina         | 1-5       | Thua    | Cúp Nhà vua Fahd 1995     |
| 25. | 28 tháng 5 năm 1995  | Tokyo, Nhật Bản       | Ecuador           | 3-0       | Thắng   | Giao hữu                  |
| 26. | 28 tháng 5 năm 1995  | Tokyo, Nhật Bản       | Ecuador           | 3-0       | Thắng   | Giao hữu                  |
| 27. | 20 tháng 9 năm 1995  | Tokyo, Nhật Bản       | Paraguay          | 1-2       | Thua    | Giao hữu                  |
| 28. | 24 tháng 10 năm 1995 | Tokyo, Nhật Bản       | Ả Rập Xê Út       | 2-1       | Thắng   | Giao hữu                  |
| 29. | 28 tháng 10 năm 1995 | Tokyo, Nhật Bản       | Ả Rập Xê Út       | 2-1       | Thắng   | Giao hữu                  |
| 30. | 19 tháng 2 năm 1996  | Hồng Kông, Trung Quốc | Ba Lan            | 5-0       | Thắng   | Giao hữu                  |
| 31. | 26 tháng 5 năm 1996  | Tokyo, Nhật Bản       | Nam Tư            | 1-0       | Thắng   | Giao hữu                  |
| 32. | 29 tháng 5 năm 1996  | Fukuoka, Nhật Bản     | México            | 3-2       | Thắng   | Giao hữu                  |
| 33. | 25 tháng 8 năm 1996  | Osaka, Nhật Bản       | Uruguay           | 5-3       | Thắng   | Giao hữu                  |
| 34. | 25 tháng 8 năm 1996  | Osaka, Nhật Bản       | Uruguay           | 5-3       | Thắng   | Giao hữu                  |
| 35. | 9 tháng 12 năm 1996  | Al Ain, UAE           | Uzbekistan        | 4-0       | Thắng   | Asian Cup 1996            |
| 36. | 15 tháng 3 năm 1997  | Bangkok, Thái Lan     | Thái Lan          | 1-3       | Thua    | Giao hữu                  |
| 37. | 15 tháng 3 năm 1997  | Muscat, Oman          | Ma Cao            | 10-0      | Thắng   | Vòng loại World Cup 1998  |
| 38. | 15 tháng 3 năm 1997  | Muscat, Oman          | Ma Cao            | 10-0      | Thắng   | Vòng loại World Cup 1998  |
| 39. | 21 tháng 5 năm 1997  | Tokyo, Nhật Bản       | Hàn Quốc          | 1-1       | Hòa     | Giao hữu                  |
| 40. | 8 tháng 6 năm 1997   | Tokyo, Nhật Bản       | Croatia           | 4-3       | Thắng   | Giao hữu                  |
| 41. | 8 tháng 6 năm 1997   | Tokyo, Nhật Bản       | Croatia           | 4-3       | Thắng   | Giao hữu                  |
| 42. | 22 tháng 6 năm 1997  | Tokyo, Nhật Bản       | Ma Cao            | 10-0      | Thắng   | Vòng loại World Cup 1998  |
| 43. | 22 tháng 6 năm 1997  | Tokyo, Nhật Bản       | Ma Cao            | 10-0      | Thắng   | Vòng loại World Cup 1998  |
| 44. | 22 tháng 6 năm 1997  | Tokyo, Nhật Bản       | Ma Cao            | 10-0      | Thắng   | Vòng loại World Cup 1998  |
| 45. | 22 tháng 6 năm 1997  | Tokyo, Nhật Bản       | Ma Cao            | 10-0      | Thắng   | Vòng loại World Cup 1998  |
| 46. | 22 tháng 6 năm 1997  | Tokyo, Nhật Bản       | Ma Cao            | 10-0      | Thắng   | Vòng loại World Cup 1998  |
| 47. | 22 tháng 6 năm 1997  | Tokyo, Nhật Bản       | Ma Cao            | 10-0      | Thắng   | Vòng loại World Cup 1998  |
| 48. | 25 tháng 6 năm 1997  | Tokyo, Nhật Bản       | Nepal             | 3-0       | Thắng   | Vòng loại World Cup 1998  |
| 49. | 25 tháng 6 năm 1997  | Tokyo, Nhật Bản       | Nepal             | 3-0       | Thắng   | Vòng loại World Cup 1998  |
| 50. | 7 tháng 9 năm 1997   | Tokyo, Nhật Bản       | Uzbekistan        | 6-3       | Thắng   | Vòng loại World Cup 1998  |
| 51. | 7 tháng 9 năm 1997   | Tokyo, Nhật Bản       | Uzbekistan        | 6-3       | Thắng   | Vòng loại World Cup 1998  |
| 52. | 7 tháng 9 năm 1997   | Tokyo, Nhật Bản       | Uzbekistan        | 6-3       | Thắng   | Vòng loại World Cup 1998  |
| 53. | 7 tháng 9 năm 1997   | Tokyo, Nhật Bản       | Uzbekistan        | 6-3       | Thắng   | Vòng loại World Cup 1998  |
| 54. | 16 tháng 2 năm 2000  | Ma Cao, Trung Quốc    | Brunei            | 9-0       | Thắng   | Vòng loại Asian Cup 2000  |
| 55. | 6 tháng 6 năm 2000   | Casablanca, Maroc     | Jamaica           | 4-0       | Thắng   | Giao hữu                  |

## Xuất hiện trong phim hoạt hình
Năm 2012, ông đã xuất hiện trong phim điện ảnh "Thám tử lừng danh Conan: Cầu thủ thứ 11'. Giống với các cầu thủ khác xuất hiện trong phim, ông đã lồng tiếng cho nhân vật của chính mình.